# Special Interrogation Group
Le Special Interrogation Group ou SIG, (en français : Groupe d'interrogation spécial), est une unité de commandos créée par les britanniques durant la Seconde Guerre mondiale et composé essentiellement de juifs germanophones volontaires originaires de la Palestine sous mandat britannique.

## Présentation
Leur mission hautement dangereuse : se faire passer pour des Allemands derrière les lignes ennemies et y effectuer des actes de sabotage. Autrement dit, intégrer le SIG était une option à risques : si un membre était capturé, considéré comme un traître, il était automatiquement exécuté.
Venant en aide au SAS, la première opération du SIG fut l'attaque des terrains d'aviation de la Luftwaffe derrière les lignes ennemies à l'ouest de Tobrouk en Libye.